# Inženjerski menadžment
Inženjerski menadžment je naučna disciplina koja proučava i primenjuje inženjerske principe u planiranju, operativnom ili strateškom menadžmentu u industriji i proizvodnim operacijama.
Inženjerski menadžment može da se definiše i kao specifični oblik menadžmenta koji je potreban da se uspešno vode pojedinačni projekti, preduzeća i ljudi u oblasti proizvodnje, industrijskog dizajna, građevinarstva, informaciono-telekomunikacionih tehnologija, saobraćaja ili međunarodne trgovine.

## Istorija
Veruje se da Stivens Institut Tehnologije ima najstariji odsek za inženjerski menadžment, osnovan kao Škola poslovnog inženjeringa 1908. godine. Ovo je kasnije nazvano inženjerskim diplomskim programom  u oblasti inženjerskog menadžmenta (BEEM) i prebačeno u Školu sistema i preduzeća. Univerzitet u Sirakuzi uspostavio je prvu diplomu inženjerskog menadžmenta u Sjedinjenim Državama, koja je prvi put ponuđena 1957. godine. Godine 1967, osnovana je prva univerzitetska katedra izričito pod nazivom „Inženjerski menadžment“ na Univerzitetu nauke i tehnologije u Misuriju (Misuri S&T, ranije Univerzitet Misuri-Rola, nekadašnja škola rudnika Misurija). Godine 1959, Univerzitet Zapadnog Mičigena je počeo da nudi prethodnicu diplome savremenog inženjerskog menadžmenta (pod nazivom „Industrijski nadzor”), a 1977. Univerzitet Zapadnog Mičigena je započeo svoju MS diplomu iz administracije proizvodnje, kasnije preimenovane u Inženjerski menadžment.
Izvan Sjedinjenih Država, u Nemačkoj je prvi odsek koncentrisan na inženjerski menadžment osnovan 1927. na Tehničkom univerzitetu u Berlinu. U Turskoj, Tehnički univerzitet u Istanbulu ima Odsek za inženjering menadžmenta osnovan 1982. godine, koji nudi brojne diplomske i dodiplomske programe iz menadžmenta (na engleskom). U Velikoj Britaniji Univerzitet u Vorviku ima specijalizovano odeljenje VMG (ranije poznato kao Varviška proizvodna grupa) osnovano 1980. godine, koje nudi postdiplomski program iz MSc inženjerskog poslovnog menadžmenta.
Tehnološki univerzitet u Mičigenu započeo je program inženjerskog menadžmenta na Fakultetu za biznis i ekonomiju u jesen 2012. godine.
U Kanadi, Memorijalni univerzitet u Njufaundlendu je započeo kompletan magistarski program iz inženjerskog menadžmenta.
U Danskoj, Tehnički univerzitet Danske nudi magistarski program iz inženjerskog menadžmenta (na engleskom).
U Italiji je 1972. godine na Univerzitetu u Kalabriji osnovan prvi program inženjerskog menadžmenta od strane Benjamino Andreata. Milanska politehnika nudi diplome iz inženjerstva menadžmenta, među mnogim drugim javnim ili privatnim (i javno akreditovanim) univerzitetima koji pripadaju istoj klasifikaciji akademskih stepena posle srednje škole.
U Francuskoj, EPF se nudi, od januara 2018. godine, dvogodišnji smer inženjerstvo i menadžment na engleskom jeziku za 4. i 5. godinu svojih petogodišnjih magistarskih studija inženjerstva. Poslednje 2 godine su otvorene za studente koji su završili dodiplomski inženjering na drugom mestu.

## Oblasti prakse
Inženjerski menadžment je široko polje i može pokriti širok spektar tehničkih i menadžerskih tema. Važan resurs je Inženjerski menadžment tela znanja (EMBoK). Teme ispod su reprezentirane za tipične teme u ovoj oblasti.

## Obrazovanje
Postoji mnogo obrazovnih i sertifikacionih programa dostupnih da obezbede osnovne, master i doktorske studije koje pružaju fakulteti za inženjerski menadžment. Osnovni studijski programi omogućavaju inženjerima lakše snalaženje u poslovnom okruženju.
Uslovljen zahtevima brzog razvoja nauke i tehnologije inženjerski menadžment je tokom godina dostigao nivo akademske oblasti. Kandidati za master studije su obavezni da poseduju akademsku diplomu osnovnih studija u kompatibilnim oblastima kao što su računarske nauke, matematika ili druge nauke.  Master studije omogućavaju tehnička znanja, tako da predstavljaju balans između akademsko-opšteobrazovnih, naučno-stručnih, stručno-aplikativnih i teorijsko-metodoloških predmeta koji odgovaraju tradicionalnim MBA programima. Specijalizacija u određenim oblastima, odnosno sertifikacioni programi, mogu uključivati industrijski inženjering, menadžment tehnologija, sistem inženjering, proizvode i procese, kvalitet, organizacioni menadžment, operativni menadžment, strateški menadžment, informaciono-telekomunikacione tehnologije i sisteme, upravljanje projektima, marketingom i finansijama. Industrijska i profesionalna udruženja nude sertifikat programa kroz organizovane stručne radionice i treninge, koji potvrđuje znanja i veštine inženjera menadžmenta.

## Obavezne veštine i discipline
Uspešni inženjeri menadžmenta obično zahtevaju obuku i iskustvo u jednom domenu, kao što je menadžment uopšte i menadžment specifičnih inženjerskih disciplina. Pored toga, uspešni inženjeri menadžmenta moraju da shvate da su faktori koji dovode do toga da pojedinac nastavi karijeru u inženjerskom menadžmentu često sasvim drugačiji od onih principa kojima se rukovode pojedinci vođeni isključivo preduzetničkim razmišljanjem. Shodno tome, veštine koje su potrebne za trenera, mentora i motivisane tehničke profesionalce često su veoma različite od onih koje su potrebne za pojedince u drugim oblastima.

## Organizacije inženjerskog menadžmenta
Postoji veliki broj društava i organizacija posvećenih oblasti inženjeringa. Jedno od najelitnijih društava je Društvo inženjerskog menadžmenta Srbije (DIMS), koje redovno objavljuje publikacije, organizuje predavanja, organizuje stručne kurseve itd. DIMS ostvaruje saradnju sa preduzećima, rukovodeći se zajedničkim interesima, u cilju unapređivanja svojih delatnosti i racionalnijeg korišćenja raspoloživih kadrovskih i materijalnih resursa, a naročito u organizovanju i izvođenju stručne prakse studenata, uključivanju stručnih lica organizacije u razne oblike permanentnog obrazovanja i usavršavanja, izradi naučnih i stručnih projekata i analiza za potrebe trećih korisnika, opšte-tehničkoj saradnji, kao i drugim poslovima od obostranog interesa. DIMS sarađuje sa Fakultetom za inženjerski menadžment.

## Literatura
- Paul's Harmon, Business Process Change: 2nd Ed, A Guide for Business Managers and BPM and Six Sigma Professionals. 2007.. Morgan Kaufmann
- E. Obeng and S. Crainer S (1993). Making Re-engineering Happen.. Financial Times Prentice Hall
- Howard Smith and Peter Fingar (2003). Business Process Management.. The Third Wave, MK Press
- Slack et al., edited by: David Barnes (2000) The Open University, Understanding Business: Processes
- Malakooti, B. (2013). Operations and Production Systems with Multiple Objectives. John Wiley & Sons.
- Weske, M. (2012). „Chapter 1: Introduction”. Business Process Management: Concepts, Languages, Architectures. Springer Science & Business Media. стр. 1—24. ISBN 9783642286162.
- Kirchmer, M. (2017). „Chapter 1: Business Process Management: What Is It and Why Do You Need It?”. High Performance Through Business Process Management: Strategy Execution in a Digital World. Springer. стр. 1—28. ISBN 9783319512594.
- von Scheel, H.; von Rosing, M.; Fonseca, M.;  . (2014). „Phase 1: Process Concept Evolution”.  Ур.: von Rosing, M.; Scheer, A.-W.; von Scheel, H. The Complete Business Process Handbook: Body of Knowledge from Process Modeling to BPM. 1. Morgan Kaufmann. стр. 1—10. ISBN 9780128004722.
- Chen, M. (2012). „Chapter 8: BPR Methodologies: Methods and Tools”.  Ур.: Elzinga, D.J.; Gulledge, T.R.; Lee, C.-Y. Business Process Engineering: Advancing the State of the Art. Springer Science & Business Media. стр. 187—212. ISBN 9781461550914.
- Chand, D.R.; Chircu, A.M. (2012). „Chapter 3: Business Process Modeling”.  Ур.: Elzinga, D.J.; Gulledge, T.R.; Lee, C.-Y. Business Enterprise, Process, and Technology Management: Models and Applications. Springer Science & Business Media. стр. 187—212. ISBN 9781466602502.
- von Rosing, M.; Kemp, N.; Hove, M.; Ross, J.W. (2014). „Process Tagging - A Process Classification and Categorization Concept”.  Ур.: von Rosing, M.; Scheer, A.-W.; von Scheel, H. The Complete Business Process Handbook: Body of Knowledge from Process Modeling to BPM. 1. Morgan Kaufmann. стр. 123—172. ISBN 9780128004722.
- Smith, A. (1827). „Book I. Of the Causes of Improvement in the Productive Powers of Labour, and of the Order According to Which Its Produce Is Naturally Distributed among the Different Ranks of the People”. An Inquiry into the Nature and Causes of the Wealth of Nations. University Press; Thomas Nelson and Peter Brown.
- Giaglis, G.M.; Paul, R.J. (2012). „It's Time to Engineer Re-engineering: Investigating the Potential of Simulation Modelling for Business Process Redesign”.  Ур.: Scholz-Reiter, B.; Stickel, E. Business Process Modelling. Springer Science & Business Media. стр. 313—329. ISBN 9783642803178.
- Drucker, P.F. (2017). The Age of Discontinuity: Guidelines for Our Changing Society. Routledge. стр. 420. ISBN 9781560006183.
- Drucker, P.F. (2007). Management Challenges for the 21st Century. Routledge. стр. 208. ISBN 9781136386312.
- Weske, M. (2012). „Chapter 2: Evolution of Enterprise Systems Architecture”. Business Process Management: Concepts, Languages, Architectures. Springer Science & Business Media. стр. 25—72. ISBN 9783642286162.
- Kock, N.F. (1999). „Chapter 2: What Is a Process?”. Process Improvement and Organizational Learning: The Role of Collaboration Technologies. Idea Group Publishing. стр. 17—28. ISBN 9781878289582.

## Spoljašnje veze
- „Društvo inženjerskog menadžmenta Srbije”. Архивирано из оригинала 17. 12. 2014. г. Приступљено 28. 04. 2010.
- Fakultet za inženjerski menadžment Архивирано на веб-сајту  (19. април 2010)
- „”. Архивирано на веб-сајту  (23. децембар 2014)
- American Society for Engineering Management (ASEM)
- Engineering Management Review - A Publication of the IEEE
- IEEE Transactions on Engineering Management Journal
- EngineeringDone All about Engineering
- ASEM International Annual Conference (IAC)
- „Canadian Society for Engineering Management, CSEM”. Архивирано из оригинала 16. 01. 2021. г. Приступљено 06. 11. 2022.
- Society of engineering and management systems
- Institute of Industrial and Systems Engineers